# Corallochytrium limacisporum
Corallochytrium limacisporum — вид грибів, що належить до монотипового роду Corallochytrium.

## Етимологія
Corallochytrium limacisporum - єдиний вид роду Corallochytrium. Назва роду походить від середовища існування, в якій він був вперше знайдений: лагуни коралових рифів (Raghu-kumar, 1987). Назва єдиного виду походить від спор у формі лімаксу (слизької форми), які виробляються клітиною. Звідси і назва C. limacisporum (Raghu-kumar, 1987).